# Marcos Chicot
Marcos Chicot Álvarez (Madrid, 11 de diciembre de 1971) es un escritor, economista y psicólogo clínico español. Tiene una hija con síndrome de Down y realiza diversas acciones en apoyo de las personas con discapacidad, a las que menciona en sus libros y en entrevistas, además de destinar a fundaciones parte de los royalties de sus libros. Es conocido sobre todo por sus «Asesinatos de filósofos», novelas históricas de la antigua Grecia que han recibido diversos premios y han sido traducidas a varios idiomas.

## Biografía
Es licenciado en Psicología Clínica, Psicología Laboral y Ciencias Económicas. 
Escribió su primera novela, Óscar, en 1997. En 1998 publicó Diario de Gordon, con la que obtuvo el Premio de Novela Francisco Umbral. En 2004 ganó el Premio Internacional Literario Rotary Club de novela juvenil. En 2013 fue finalista del Premio Planeta (cuarta posición) con el libro El asesinato de Pitágoras. Publicado en una veintena de países, fue el libro electrónico en lengua española más vendido del mundo ese año. Por esa misma novela, la ciudad de Crotona le otorgó la distinción Alabanza Solemne, y también le fue concedido el Premio per la Cultura Mediterránea 2015 como reconocimiento a su labor de difusión cultural.
En 2014 apareció La Hermandad, y en 2016 fue galardonado como Finalista del Premio Planeta con su novela histórica El asesinato de Sócrates. En el año 2018 impartió el curso «El autor y su obra» en la Universidad Internacional Menéndez Pelayo. En 2020 publicó El asesinato de Platón, y en 2025 El asesinato de Aristóteles.

### Otros
Es miembro de la organización internacional de superdotados Mensa, y dona el 10 % de las regalías de sus novelas a organizaciones de ayuda a personas con discapacidad.

## Libros
- El asesinato de Pitágoras (2013). Inicialmente autopublicado en formato digital y luego impreso por la editorial Duomo, se trata de un thriller histórico con tintes de novela negra en el que el anciano filósofo Pitágoras está a punto de elegir un sucesor entre los grandes maestros cuando en su comunidad se producen una serie de asesinatos.
- La Hermandad (2014), Combina el pasado —donde recrea la antigua Cartago— con el presente —en el que aborda cuestiones de neurociencia—. Se la considera la segunda parte de su obra anterior, aunque ambas novelas son autoconclusivas y pueden leerse de forma independiente.
- Diario de Gordon (2015). Muestra en tono hilarante la brecha que existe entre la interpretación de las situaciones que hace el protagonista y la realidad.
- El asesinato de Sócrates (2016). Ambientado en la Grecia del siglo V a. C., donde el oráculo de Delfos vaticina la muerte de Sócrates. Reconstruye en formato de novela histórica tanto la Grecia clásica como el ideario del pensador ateniense. Fue finalista del Premio Planeta.
- El asesinato de Platón (2020). Novela vertebrada alrededor del filósofo Platón y sus arriesgados intentos de unir la filosofía y la política. En el hilo de ficción, la protagonista es Altea, discípula de Platón e hija de Perseo, el protagonista de El asesinato de Sócrates.
- El asesinato de Aristóteles (2025). La novela recrea los dos últimos años de la Grecia Clásica, centrada en una Atenas sometida al imperio de Alejandro Magno, a quien se muestra en su momento de mayor poder. Aristóteles, antiguo maestro del conquistador macedonio, se enfrenta a una conspiración que amenaza su vida y la continuidad de su escuela, el Liceo. La novela también sigue las peripecias del atleta ateniense Prometeo y la espartana Penélope, cuyas vidas se ven implicadas en la peligrosa situación de Aristóteles.

## Premios
- X Premio de Novela Francisco Umbral por El Diario de Gordon.[3]
- Premio Rotary Internacional de Novela.
- Premio per la Cultura Mediterránea 2015 a la mejor novela publicada en Italia por El asesinato de Pitágoras.[4]
- Distinción Encomio Solenne de la ciudad de Crotona por El asesinato de Pitágoras.
- Cuarto Finalista Premio Planeta por El asesinato de Pitágoras.[5]
- Finalista Premio Planeta 2016 por El asesinato de Sócrates.[6]
- La novela El asesinato de Pitágoras fue el libro más vendido en Amazon en 2013.[7]